# Кроче (Римини)
Кроче је насеље у Италији у округу Римини, региону Емилија-Ромања.
Према процени из 2011. у насељу је живело 634 становника. Насеље се налази на надморској висини од 220 м.